# Why You Wanna Trip On Me
«Why You Wanna Trip on Me» es una canción del cantante estadounidense Michael Jackson de su octavo álbum de estudio, Dangerous. La pista es la segunda del álbum y fue escrita por Teddy Riley y Bernard Belle, ambos conocidos por ser pioneros del new jack swing. Michael Jackson coprodujo la canción junto a Riley, quien también fue el productor principal de muchas de las pistas del álbum.

## Composición y producción
Why You Wanna Trip on Me se caracteriza por su sonido distintivo de new jack swing, un género que combina elementos de R&B con el hip hop y el funk, impulsado por ritmos sincopados y arreglos digitales. La canción fue escrita y producida por Teddy Riley y Bernard Belle, quienes habían trabajado previamente con Jackson en la creación del sonido de Dangerous. La colaboración entre Jackson y Riley fue parte de un esfuerzo más amplio para mantener la relevancia de Jackson en el cambiante panorama musical de principios de los años 90, dominado por el hip hop y el R&B contemporáneo. La canción presenta una intro de solo de guitarra eléctrica del guitarrista estadounidense Paul Jackson Jr., considerada uno de los mejores solos de guitarra de los dos Jackson de la historia.
La letra de la canción aborda temas de crítica social, muy similar a lo que fue con Leave Me Alone (y posteriormente con They Don't Care About Us, Tabloid Junkie, Privacy, Money, entre otras) un tema recurrente en la obra de Jackson. En Why You Wanna Trip on Me, Jackson cuestiona la atención desmedida que recibe de los medios de comunicación y la sociedad en general, en lugar de enfocarse en problemas globales más serios, como el hambre, la violencia y el racismo.

## Estructura musical y estilo
La canción está en la tonalidad de do menor (C menor) y sigue una estructura pop tradicional, con un estribillo repetitivo y una coda que mantiene el ritmo elevado hasta el final. Con una duración de 5 minutos y 23 segundos, es una de las canciones más largas del álbum Dangerous. Los arreglos son notoriamente complejos, con líneas de bajo profundas y baterías programadas que caracterizan el new jack swing. También se escucha claramente el pop rock, el R&B y el hard rock, con elementos de funk, hip hop, dance pop, urban, Swingbeat entre otros.
La instrumentación incluye sintetizadores que marcan el ritmo principal, guitarras eléctricas que añaden un toque rock y una interpretación vocal de Jackson en su registro más fuerte. Los coros están acompañados de una percusión prominente, lo que le da un sonido robusto y dinámico.

## Recepción y crítica
Aunque Why You Wanna Trip on Me no fue lanzada como sencillo, fue bien recibida por la crítica y los fanáticos por su mensaje social y su ritmo pegajoso. Los críticos destacaron cómo Jackson, una vez más, usó su plataforma para denunciar injusticias y criticar las prioridades erróneas de la sociedad.
La crítica también destacó la capacidad de Jackson para mantenerse relevante en un período de transición musical, adoptando nuevos géneros como el new jack swing, pero sin perder su identidad artística. El crítico musical David Browne comentó que la canción mostraba una de las mejores combinaciones de ritmos y mensajes de todo el álbum.

## Interpretaciones en vivo
Aunque Why You Wanna Trip on Me no formó parte de los repertorios en vivo más habituales de Jackson, fue incluida en la medley (precisamente la intro) que interpretó en durante el especraculo de medio tiempo del Super Bowl XXVII, en su histórica actuación el 31 de enero de 1993. Este espectáculo marcó un punto de inflexión en la historia del entretenimiento del Super Bowl, con Jackson abriendo la tradición de las actuaciones de medio tiempo a gran escala que continúan hasta el día de hoy.

## Impacto y legado
Why You Wanna Trip on Me ha sido reconocida como una de las canciones con un fuerte mensaje social en el repertorio de Jackson, junto a otros temas como They Don't Care About Us y Earth Song. Aunque no fue lanzada como sencillo, su mensaje perdura, ya que aborda cuestiones sociales que siguen siendo relevantes en la actualidad, como la desigualdad y los medios de comunicación.
Los fanáticos y críticos han señalado que la canción es uno de los mejores ejemplos de la habilidad de Jackson para combinar mensajes profundos con ritmos contagiosos, y es vista como una pieza clave en el álbum Dangerous, uno de los más aclamados de su carrera.
La canción también aparece en los créditos de la colección de videos musicales de Jackson Dangerous: The Short Films.

## Personal
- Michael Jackson – voz principal, coros
- Teddy Riley – compositor, productor, teclado, programación
- Bernard Belle – compositor
- Paul Jackson Jr. – guitarra intro
- Bill Bottrell – ingeniero de sonido
- Bruce Swedien – mezcla
- Louis Johnson – bajo
- Greg Phillinganes – teclados
- David Williams – guitarra rítmica
- Paulinho Da Costa – percusión
- John Robinson – batería
- Jerry Hey – trompeta, arreglos de vientos
- Larry Carlton – guitarra líder
- Brad Buxer – teclados adicionales.[1]